# Marcha da quarta-feira de cinzas
Marcha da quarta-feira de cinzas é uma canção composta em 1963 por Carlos Lyra, com letra de Vinícius de Moraes.
Foi gravada pela primeira vez por Jorge Goulart em fevereiro de 1963 e, posteriormente no mesmo ano, também pelo próprio Carlos Lyra, que a incluiu no álbum Depois do Carnaval - O sambalanço de Carlos Lyra. No álbum a música se chama Depois do Carnaval e daí o título do LP.

## A canção
A canção, cujo título significa "A Marcha da Quarta-feira de Cinzas", apresenta atmosferas sombrias, distantes dos sons e ritmos clássicos da bossa nova. Foi interpretado, nos anos seguintes, como uma alegoria da ditadura militar que se estabeleceria em 1964, quando o texto diz que «...nosso carnaval acabou.. » e que «já ninguém brinca feliz» e só resta «nostalgia e cinzas».
A Marcha da quarto-feira de cinzas foi, portanto, uma espécie de percepção visionária da realidade que seria imposta pela ditadura militar com a promulgação dos Atos Institucionais. É o que diz Carlos Lyra, ao relembrar o período de crise econômica e política que o Brasil atravessava: Vinicius convocou uma marcha rancho (espécie de marcha composta para desfiles de carnaval de sua autoria, seguindo uma expressão musical derivada dos escravos afro-americanos que, pela sua execução sombria, a consideravam uma composição reservada a um funeral; e como todo grande poeta, ele capturou com sua intuição as mudanças sombrias que se aproximavam e o declínio de uma era brilhante.
Ao mesmo tempo, no texto há uma solicitação: “de qualquer forma é preciso cantar”, como se fosse um slogan de resistência política. O próprio Lyra explica que o texto “levou muita gente a pensar que era uma resposta ao golpe”.
A música pertence fase inicial do Centro Popular de Cultura (CPC), onde Carlos Lyra e Vinícius introduziram em seu repertório uma temática político-nacionalista.

## Gravuras
Carlos Lyra, Vinícius de Moraes e Toquinho, Nara Leão, Elis Regina, Maria Creuza, Maria Bethânia